# Râul Nissan
Nissan este un râu în Suedia. Are o lungime aproximativ 200 km și se varsă în Strâmtoarea Kattegat în apropiere de Halmstad. Amenajat hidroenergetic.

## Baraje
De la sud la nord sunt amenajate barajele:
- Sperlingsholm
- Oskarström nedre
- Oskarström övre
- Maredsfors
- Nissaström
- Fröslida
- Nyebro
- Gustavsberg
- Hyltebruk